# Grenada (Mississippi)
Grenada is een plaats (city) in de Amerikaanse staat Mississippi, en valt bestuurlijk gezien onder Grenada County.

## Demografie
Bij de volkstelling in 2000 werd het aantal inwoners vastgesteld op 14.879.
In 2006 is het aantal inwoners door het United States Census Bureau geschat op 14.546, een daling van 333 (-2,2%).

## Geografie
Volgens het United States Census Bureau beslaat de plaats een oppervlakte van
77,6 km², geheel bestaande uit land. Grenada ligt op ongeveer 55 m boven zeeniveau.

## Plaatsen in de nabije omgeving
De onderstaande figuur toont nabijgelegen plaatsen in een straal van 32 km rond Grenada.

## Geboren in Grenada
- Ace Cannon (1934-2018), Amerikaans tenor- en altsaxofonist
- Magic Slim (1937-2013), Amerikaans bluesmuzikant
- Magic Sam (1937-1969), Amerikaans blueszanger